# Brkati netopir
Brkati netopir (znanstveno ime Myotis mystacinus) je majhna vrsta netopirjev, ki je razširjeva po Evraziji in delih Severne Afrike.

## Opis
Odrasel brkati netopir meri v dolžino okoli 4 cm, ima premer prhuti okoli 20 cm in tehta okoli 8 gramov. Poraščen je z dokaj dolgo rjavo dlako in ima srednje dolge in nekoliko koničaste uhlje.

## Eholokacija
Brkati netopir lovi svoj plen s pomočjo eholokacije na frekvencah med 34 in 102 kHz, z največjo energijo pri 53 kHz. Impulz povprečno traja 3 ms.